# Cottage EV
Der Cottage EV (CEV) ist ein 1903 in Wien unter dem Namen Cottage Eislauf Verein gegründeter Eissportverein (andere Quellen datieren die Gründung auf den 13. April 1872). Der Name leitet sich vom Wiener Stadtteil Cottage ab. Bekannt wurde der CEV insbesondere durch seine Eishockeyabteilung, die zwischen 1913 und 1930 zu den besten Mannschaften Österreichs gehörte. Im Jänner 1936 wurde der CEV in Cottage Sport- und Turnverein umbenannt. Nach dem Zweiten Weltkrieg wurde er in Cottage Engelmann Verein umbenannt.

## Sportstätten
Der CEV war ursprünglich an einem Platz an der Hasenauerstraße bzw. Gymnasiumstraße beheimatet. Nach dem 1. Weltkrieg siedelte er auf den Engelmann-Platz über. Nach dem Verkauf des Platzes 1972 und dem Bau eines Kaufhauses dort wurde 1974 eine Eisfläche auf dem Dach des Kaufhauses eröffnet.

## Eishockeyabteilung
| Saison  | Wettbewerb                    | Platzierung   |
| ------- | ----------------------------- | ------------- |
| 1913/14 | Wiener Meisterschaft          | 5. Platz      |
| 1914/15 | Wiener Meisterschaft          | 5. Platz      |
| 1915/16 | Wiener Kriegsmeisterschaft    | 2. Platz      |
| 1916/17 | Wiener Kriegsmeisterschaft    | 3. Platz      |
| 1918/19 | Wiener Meisterschaft          | 2. Platz      |
| 1921/22 | Bandy-Cup                     | 2. Runde      |
| 1922/23 | Österreichische Meisterschaft | nicht beendet |

### Eishockey mit dem Ball – Bandy (1913 bis 1923)
Nach der Eröffnung der vereinseigenen Kunsteisbahn am 18. Oktober 1913 begann der CEV mit dem Aufbau einer Eishockeymannschaft. Dabei beteiligten sich Spieler der Feldhockeymannschaft des Wiener AC. Wie in Wien zu dieser Zeit üblich, spielte man Eishockey mit dem Ball, was etwa dem heutigen Bandy entspricht. Das erste Spiel fand am 25. Dezember 1913 gegen den Wiener SC statt, die Mannschaft des CEV verlor mit 1:29. Im Februar 1914 nahm der CEV mit zwei Mannschaften an der Wiener Meisterschaft teil und kassierte teil sehr hohe Niederlagen. Mit Beginn des Ersten Weltkriegs im Sommer 1914 lösten sich einige Konkurrenten auf, da viele Eishockeyspieler einberufen wurden. Der CEV nahm jedoch an den Kriegsmeisterschaften teil und belegte 1915/16 den zweiten Platz (von vier) hinter dem Wiener EV, 1916/17 reicht es zum dritten Platz. Nachdem die Saison 1917/18 ausgefallen war, landet der CEV 1918/19 erneut auf Platz 2.
In der Saison 1919/20 verlor der CEV viele Spieler, vor allem an den VfB Wien. Wegen schlechten Wetters fand kein Spiel statt. 1921/22 übertrug der ÖEHV dem CEV die Organisation des Bandy-Cup. Der CEV stellte eine gemeinsame Mannschaft mit dem Wiener Bewegungssport Club, die in der zweiten Runde am späteren Sieger VfB Wien scheiterte. Die Meisterschaft 1922/23 – ebenfalls vom CEV organisiert – wurde nicht beendet. Der CEV stellte wie andere Wiener Vereine langsam auf das Spiel mit der Scheibe oder Eishockey nach kanadischen Regeln um. Am 31. Dezember 1923 fand das letzte Bandy-Spiel des CEV statt: gegen den Training Eislauf Club gewann man 7:4.
| 1922/23 | 3. Platz                 |
| 1923/24 | 2. Platz Gruppe B        |
| 1924/25 | 2. Platz (Saisonabbruch) |
| 1925/26 | 4. Hauptrunde            |
| 1926/27 | 4. Platz                 |
| 1927/28 | 4. Platz                 |
| 1928/29 | 3. Platz                 |
| 1929/30 | 2. Platz Gruppe A        |
| 1930/31 | 5. Platz Gruppe B        |
| 1931/32 | 4. Platz Gruppe A        |
| 1932/33 | 2a. Klasse: 3. Platz     |
| 1933/34 | 2a. Klasse: 2. Platz     |

### Eishockey mit der Scheibe (1922 bis 1934)
Anfang 1922 stellte der CEV zwei seiner täglichen Trainingseinheiten auf das Spiel mit der Scheibe um, was dem heutigen Eishockey entspricht. In der Saison 1922/23 nahm der CEV an der ersten österreichischen Meisterschaft teil. Im ersten Spiel gegen den späteren Meister Wiener EV ging der CEV mit 0:11 unter. Mit zwei Siegen und einem Unentschieden aus sechs Spielen wurde die Mannschaft Dritter unter sieben Teilnehmern. In der Saison 1923/24 gab es die ersten internationalen Freundschaftsspiele, am 17. Februar 1924 besiegte der CEV in Kitzbühel den deutschen Meister SC Riessersee mit 4:2. Die österreichische Meisterschaft 1924/25 wurde abgebrochen, der CEV belegte beim Abbruch den zweiten Platz. Die Jugendmannschaft des CEV gewann den erstmals ausgetragenen Szabo-Jugend-Cup, faktisch die österreichische Jugendmeisterschaft. In der Saison 1925/26 nahm auch die zweite Mannschaft des CEV an der österreichischen Meisterschaft teil. In den folgenden Jahren landete die erste Mannschaft des CEV auf den Plätzen drei bzw. vier.
Zu Beginn der Saison 1930/31 konzentrierte sich der CEV verstärkt auf die Jugendarbeit. Der angekündigte Wechsel von Konrad Glatz zum Mödlinger EC führte fast zur Auflösung der Eishockeyabteilung, schließlich blieb Glatz aber beim CEV – wechselte jedoch nach der Saison zum Pötzleinsdorfer Sport Klub. Die Mannschaft landete auf dem letzten Platz ihrer Gruppe und stieg in der Folgesaison sogar aus der 1. Klasse ab, nachdem diese auf fünf Mannschaften reduziert wurde. Der Verein litt wie andere unter wirtschaftlichen Schwierigkeiten und löste im November 1934 die Eishockeyabteilung auf.

## Eiskunstlauf

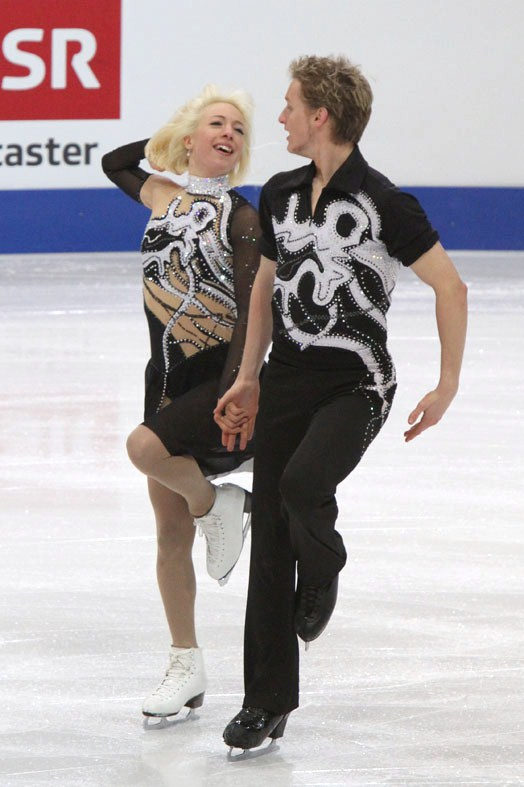
Kira Geil und Tobias Eisenbauer, Eistänzer des CEV, bei der Europameisterschaft 2011

Aus der Eiskunstlaufabteilung des CEV gingen einige bekannte Sportler hervor. So nahmen Helli Sengstschmid bei den Damen und Ferry Dedovich und Inge Strell im Paarlauf an den Olympischen Winterspielen 1964 teil. Julia Lautowa nahm an den Olympischen Winterspielen 1998 teil und wurde vier Mal österreichische Meisterin.